# 藤原重子
藤原重子（ふじわら の じゅうし / しげこ、高倉重子，1182年—1264年9月20日），鎌倉時代前期後鳥羽天皇寵妃，女院，順德天皇生母。父亲是藤原南家高倉流（藪家）藤原範季，母亲是平家一門的平教子。院号修明門院（しゅめいもんいん）。後鳥羽天皇乳母藤原兼子（卿局）的从姊妹，同母弟藤原範茂。

## 生平
原名範子，建久6年（1195年）建久7年（1196年）之际入宫为女房，与後鳥羽天皇乳母藤原範子同名，改名重子，候名称二条局。被後鳥羽天皇寵愛，建久8年（1197年）9月，16岁时生下第2皇子守成（順德天皇）。建久9年（1198年）12月，叙从二位。正治元年（1199年）12月，守成受親王宣下，正治2年（1200年）4月，守成被立为皇太弟。
元久2年（1205年）5月，藤原範季薨。正治2年（1200年）9月，在卿局邸生下雅成親王，被後鳥羽天皇寵愛。承久3年（1221年）6月，後鳥羽上皇、順德上皇举兵打倒鎌倉幕府，号称承久之乱，40岁的藤原重子人生开始转折。幕府将失敗的後鳥羽、順德两位上皇、雅成親王流配，藤原重子同母弟範茂作为首謀者，被幕府方处死。藤原重子的幼孫仲恭天皇被废。同年7月，藤原重子和後鳥羽上皇一起出家，法名法性尼（ほっしょうかく）。
藤原重子之後養育順德上皇的子女、後鳥羽院之母七条院慰劳了她。仁治元年（1240年）藤原重子58岁时，居住地治安恶化，強盗入四辻殿，重子的尼衣被剥取。国母如此高貴女性被害，在日本前代未聞。
延应元年（1239年）後鳥羽上皇崩，仁治3年（1242年）順德上皇崩。藤原重子皈依明惠上人。经过各种惨痛经历，藤原重子受到七条院和卿局很多庄园和财产遗赠。通过弟妹中納言局，与安嘉門院、北白河院建立良好关系。当時公卿对她也有敬意，她在孙辈们包围中，度过平静的晚年。文永元年（1264年）八月廿九日，83岁时薨。遺領四辻殿贈与其孫善統親王。